# 大貫妙子
大貫 妙子（おおぬき たえこ、1953年11月28日 - ）は、日本の歌手、シンガーソングライター。愛称はター坊。東京都出身。
シュガー・ベイブとして活動後、1976年にソロに転向。代表曲に「都会」、「黒のクレール」、「夏に恋する女たち」などがある。

## 略歴
1953年、東京都杉並区久我山に生まれる。
中学・高校時代にはアマチュアバンドを組み、フィフス・ディメンションやママス&パパスをカヴァーしていた。喫茶店でフロアのアルバイトをしていた時に、キッチンの同僚から店のレコードブースで唄う事を勧められ、キャロル・キングの「イッツ・トゥー・レイト」などをギターで弾き語っていた。1972年頃、楽譜を買いに訪れたヤマハの店頭で男性二人組に声をかけられたのをきっかけにフォーク・グループ「三輪車」を結成し、矢野誠をプロデューサーに迎えてデビューすることになったが、大貫の音楽性がグループに合わないと考えた矢野が四谷にあったロック喫茶「ディスクチャート」でセッションしていたミュージシャンを紹介。そこで山下達郎に出会い、1973年、山下、村松邦男らとシュガー・ベイブを結成した。
1976年からソロ活動開始。シュガー・ベイブ解散後、同年に初のソロアルバム『グレイ・スカイズ』を発売。レコード会社は日本クラウン→RVC→ミディ→東芝EMIと移籍して、現在はソニー・ミュージックダイレクト所属。
1998年、映画『東京日和』で第21回日本アカデミー賞最優秀音楽賞を受賞。
2006年11月2日、任天堂のテレビゲーム『MOTHER3』の音楽CD『MOTHER3+』をリリース。『We miss you 〜愛のテーマ〜』を唄う。2006年、『劇場版 どうぶつの森』の主題歌『森へ行こう』を唄う。2008年、稲垣潤一のアルバム『男と女 -TWO HEARTS TWO VOICES-』にて、辛島美登里のサイレント・イヴをデュエットにてカバー。2009年、大瀧詠一トリビュートアルバム『A LONG VACATION from Ladies』で、1曲目の「君は天然色」をカバー。

### 父・大貫健一郎
父は特別攻撃隊（特攻隊）隊員であった大貫健一郎。健一郎は1921年に福岡県で生まれ、台湾で育ち基隆中学を卒業した。拓殖大学を卒業後、1942年10月に陸軍小倉歩兵第14連隊へ入隊。翌1943年6月には特別操縦見習士官制度に志願して合格、同年10月に大刀洗陸軍飛行学校本校へ入校。1944年8月に陸軍特攻隊の隊員となる。敗戦を目前とした1945年4月、知覧飛行場から特攻機に乗り沖縄へ向けて飛び立ったものの、不時着して生き残る。そのため振武寮に16日間軟禁された後、三重県菰野町にあった陸軍の秘匿飛行場で終戦を迎えた。戦後は建設機械のリース会社を開業し、東京で長女の妙子ら子供をもうけた。
2009年7月11日、NHKのディレクター渡辺考との共著で『特攻隊振武寮 証言・帰還兵は地獄を見た』を刊行、生き残り特攻隊員としての体験を証言して振武寮の実態を告発した。2012年3月に90歳で死去。著書紹介では「父は特攻隊が美化されることを、常に危惧していました」という妙子の発言が引用されている。

## ディスコグラフィー

### シングル
NIAGARA（1974年 - 1975年）
1. DOWN TOWN / SUGAR BABE（1975年4月25日）- 7": NAS-001
  - DOWN TOWN
  - いつも通り

PANAM ⁄ CROWN（1976年 - 1977年）
1. 愛は幻（1976年）- 7": S-9（非売品）
  - 愛は幻
  - ONE'S LOVE
2. 明日から、ドラマ（1977年3月5日）- 7": ZP-23
  - 明日から、ドラマ（アルバム『Grey Skies』のリマスターCDのボーナストラックに収録）
  - Wander Lust
3. サマー・コネクション（1977年7月5日）- 7": ZP-29
  - サマー・コネクション
  - 部屋

RCA ⁄ RVC（1978年 - 1982年）
1. じゃじゃ馬娘（1978年9月21日）- 7": RVS-538
  - じゃじゃ馬娘
  - 海と少年
2. CARNAVAL（1980年8月21日）- 7": RHS-503
  - CARNAVAL
  - 雨の夜明け
3. ふたり（1981年1月21日）- 7": RHS-509
  - ふたり
  - 愛にすくわれたい（アルバム『ROMANTIQUE』のリマスターCDのボーナス・トラックに収録）
4. 恋人達の明日（1981年6月5日）- 7": RHS-517
  - 恋人達の明日
  - 愛の行方
5. チャンス（1981年7月21日）- 7": RHS-523
  - チャンス
  - 突然の贈りもの
6. 黒のクレール（1981年10月21日）- 7": RHS-529
  - 黒のクレール - 日立マクセルカセットテープCM曲
  - アヴァンチュリエール
7. ピーターラビットとわたし（1982年9月21日）- 7": RHS-539
  - ピーターラビットとわたし
  - 光のカーニバル

Dear Heart ⁄ RVC（1983年 - 1984年）
1. 夏に恋する女たち（1983年8月5日）- 7": RAS-513
  - 夏に恋する女たち - TBS金曜ドラマ『夏に恋する女たち』主題歌
  - レシピー RECIPE
2. 宇宙みつけた（1984年5月21日）-  7": RAS-521
  - 宇宙みつけた - NHK『おしゃべり人物伝』テーマソング
  - メトロポリタン美術館 - NHK『みんなのうた』

Dear Heart ⁄ MIDI（1984年 - 1990年）
1. ベジタブル（1985年2月5日）- 7": MIS-1
  - ベジタブル - 1985 資生堂 春のキャンペーンソング
  - シエナ
2. 森のクリスマス（1985年）- 7": MDR-7 ※非売品
  - 森のクリスマス
  - 天使のオルゴール（インストゥルメンタル）
3. ひとり暮らしの妖精たち（1986年11月21日）- 7": MIS-18
  - ひとり暮らしの妖精たち - 日本テレビ系列セゾンスペシャル 『インタビュアー冴子 もどらない旅へ』テーマ曲、ファミリーマートCMソング
  - コパンとコピーヌ* - 朝日放送『テーマはおんな』テーマ曲
4. 恋人たちの時刻（1987年2月11日）- 7": MIS-20
  - 恋人たちの時刻** - 角川映画『恋人たちの時刻』主題歌
  - 裸足のロンサム・カウボーイ
5. 家族輪舞曲（1989年11月21日）- SCD: MDS-11
  - 家族輪舞曲 - 映画『家族輪舞曲』主題歌
  - ABSENCE
6. 泳ぐ人（1990年6月21日）- SCD: MDS-17
  - 泳ぐ人
  - My Bravery

*は『MIDI SINGLES 3』（1992年3月21日発売 CD: MDC5-1083）、**は『MIDI SINGLES 4』（1992年3月21日発売 CD: MDC5-1084）にそれぞれ収録。
EASTWORLD ⁄ TOSHIBA-EMI（1991年 - 2003年）
1. dreamland（1991年10月23日）- SCD: TODT-2752
  - dreamland - 全日空 ANA'S EUROPE “飛遊人” イメージソング
  - 恋におちて - TBS『風に吹かれて』エンディング・テーマ
2. 静かな約束（1992年5月20日）- SCD: TODT-2829
  - 静かな約束 - 日本火災海上保険<100周年>CFイメージソング
  - 哀しみの足音 - 映画『ポンヌフの恋人』日本版イメージソング
3. 春の手紙（1993年2月3日）- SCD: TODT-2976
  - 春の手紙 - TBS『家栽の人』主題歌
  - 会いたい気持 - カルビーポテトチップス TV-CFソング
  - 春の手紙（オリジナル・カラオケ）
4. しあわせのサンドウィッチ（1993年7月7日）- SCD: TODT-3057
  - しあわせのサンドウィッチ - カルピスウォーター93 TVCFイメージソング
  - サイレント メモリー
  - しあわせのサンドウィッチ（オリジナル・カラオケ）
5. 美しい人よ（1994年8月31日）- SCD: TODT-3283
  - 美しい人よ - JR東日本「その先の日本へ」TVCFソング
  - 六月の晴れた午後 - 東芝LS総合TVCFソング
6. はるかなHOME TOWN（1996年6月5日）- SCD: TODT-3750
  - はるかなHOME TOWN - 京成スカイライナーCMソング
  - 蜃気楼の街（シュガーベイブのライヴより）
7. Happy-go-Lucky（1997年5月21日）- SCD: TODT-3962
  - Happy-go-Lucky
  - Shall we dance? - 第20回日本アカデミー賞最優秀音楽賞受賞曲 映画『Shall we ダンス?』主題歌
  - Happy-go-Lucky（オリジナル・カラオケ）
8. ひまわり（1997年10月8日）- CD-S: TODT-4091
  - ひまわり - 映画『東京日和』主題歌
  - 東京日和 (Orchestra Version)
  - 東京日和
9. ただ（2000年10月25日）- CD-S: TODT-4246
  - ただ - マックスファクター フェイスシルクス CMイメージ曲
  - 太陽の人 - NTT DoCoMo関西 iモード CMイメージ曲
  - ただ（オリジナル・カラオケ）
10. あなたを思うと（2001年11月16日）- CD-S: TOCT-4340
  - あなたを思うと
  - シアワセを探して

Sony Music Labels
1. 愛しきあなたへ（2014年11月5日）- Maxi: SICL-273　※ 大貫妙子と小松亮太 名義
  - 愛しきあなたへ - NHKラジオ深夜便 「深夜便の歌」タイアップ曲
  - 奥様お手をどうぞ
  - ラ・クンパルシータ
  - 愛しきあなたへ（インストゥルメンタル）

PANAM ⁄ CROWN
1. 都会/くすりをたくさん（2015年8月8日）- 7": CRK-1021
  - 都会
  - くすりをたくさん

※ 両曲とも2ndアルバム『SUNSHOWER』からのリカット。初の7インチシングル化。

1. 愛は幻 / One's Love（2022年4月23日）- 7": CRK-1026
  - 愛は幻
  - One's Love

※ 両曲とも1stアルバム『Grey Skies』からのリカット。初の7インチシングル化。

Sony Music Labels
1. 朝のパレット（2022年8月6日）- 7": MHKL-63
  - 朝のパレット
  - ふたりの星をさがそう

※ 両曲とも2022年2月25日に配信開始。

Sony Music Direct
1. 4:00 A.M. (2025 Re-edit Version)/じゃじゃ馬娘（2025年8月2日）- 7": MHKL-102
  - 4:00 A.M. (2025 Re-edit Version)
  - じゃじゃ馬娘

※ 両曲とも3rdアルバム『MIGNONNE』からのリカット。「4:00 A.M.」はシングル・カットにあたり、7インチ用にRe-editしたVersionを収録。

### アルバム

#### オリジナル・アルバム

##### PANAM ⁄CROWN（1976年 - 1977年）
1. Grey Skies〔グレイ・スカイズ〕（1976年9月25日）
2. SUNSHOWER〔サンシャワー〕（1977年7月25日）

##### RCA ⁄RVC（1978年 - 1982年）
1. MIGNONNE〔ミニヨン〕（1978年9月21日）
2. ROMANTIQUE〔ロマンティーク〕（1980年7月21日）
3. AVENTURE〔アヴァンチュール〕（1981年5月21日）
4. Cliché〔クリシェ〕（1982年9月21日）

##### Dear Heart ⁄ RVC（1983年 - 1984年）
1. SIGNIFIE〔シニフィエ〕（1983年10月21日）
2. カイエ（1984年6月5日）
同名の映像作品のサウンドトラック。収録曲の「カイエ I」はコニカ（のちのコニカミノルタ）複合機「U-bix」CMソング[注釈 2]、旭硝子（のちのAGC）CMソング

##### Dear Heart ⁄ MIDI（1984年 - 1990年）
1. copine〔コパン〕（1985年6月21日）
2. Comin' Soon〔カミン・スーン〕（1986年3月21日）
3. A Slice of Life〔スライス・オブ・ライフ〕（1987年10月5日）
4. PURISSIMA〔プリッシマ〕（1988年9月21日）
5. NEW MOON〔ニュー・ムーン〕（1990年6月21日）

##### EASTWORLD ⁄ TOSHIBA-EMI（1991年 - 2013年）
1. DRAWING〔ドローイング〕（1992年2月26日）
2. Shooting star in the blue sky〔シューティング・スター・イン・ザ・ブルー・スカイ〕（1993年9月22日）
3. TCHOU〔チャオ!〕（1995年4月19日）
4. LUCY〔ルーシー〕（1997年6月6日）
5. ATTRACTION〔アトラクシオン〕（1999年2月24日）
6. ensemble〔アンサンブル〕（2000年6月21日）
7. note〔ノート〕（2002年2月20日）
8. One Fine Day〔ワン・ファイン・デイ〕（2005年2月16日）
9. UTAU ⁄ A PROJECT OF TAEKO ONUKI & RYUICHI SAKAMOTO〔ウタウ / ア・プロジェクト・オブ・タエコ・オーヌキ&リューイチ・サカモト〕（2010年11月10日）
大貫妙子 & 坂本龍一 名義

##### Universal Music Japan（2013年 - ）
1. Tint〔ティント〕（2015年6月10日）
大貫妙子と小松亮太 名義

#### セルフカバー・アルバム
1. pure acoustic〔ピュア・アコースティック〕（1996年11月27日）
1987年に通信販売のみでリリース。1993年にボーナストラックを追加して『PURE ACOUSTIC PLUS』として一般発売された後、1996年にボーナストラックを変更して当初の『PURE ACOUSTIC』のタイトルで一般発売された[13]。
2. Boucles d'oreilles 〔ブックル・ドレイユ〕（2007年3月21日）

#### ライブ・アルバム
1. LIVE '93 Shooting Star in the Blue Sky〔ライヴ 93 シューティング・スター・イン・ザ・ブルー・スカイ〕（1996年6月26日）
ライブ・アルバム。1993年11月15日に渋谷公会堂で行われたライブを収録。ボーナス・トラックとして、1994年5月2日に行われた山下達郎のライブ「TATSURO YAMASHITA Sings SUGAR BABE」から大貫がゲスト参加した3曲が収録されている。
2. TAEKO ONUKI meets AKIRA SENJU symphonic concert 2016〔タエコ オーヌキ・ミーツ・アキラ センジュ シンフォニック・コンサート2016〕（2016年12月21日）
千住明編曲・指揮、東京ニューシティ管弦楽団演奏によるライブ・アルバム。
3. Pure Acoustic 2018〔ピュア・アコースティック 2018〕（2018年9月18日）
5年ぶりに開催された「Pure Acoustic」のライブ・アルバム。
4. Taeko Onuki Concert 2022〔タエコ・オーヌキ・コンサート 2022〕（2023年6月16日）
2022年12月3日に昭和女子大学人見記念講堂で開催されたコンサートのライブ音源。[14]
5. 大貫妙子シンフォニックコンサート2020〔オオヌキタエコシンフォニックコンサート 2020〕（2023年12月20日）
2022年に発売されたBOXセットのCDが単体でリリースされた。[15]
6. Taeko Onuki Concert 2023〔タエコ・オオヌキ・コンサート 2023〕（2024年5月22日）
毎年恒例で開催している冬のコンサートの、2023年11月の東京公演の模様を収録したライブアルバム。[16]
7. ピーターと仲間たち 〔ピータートナカマタチ〕（2025年7月9日）
デビュー50周年記念作品。2023年からスタートした、オリジナルマルチトラックからのサウンドや、シークェンサー、シンセサイザーを使用した楽曲を中心としたコンサート「ピーターと仲間たち」の、2年目となる2024年7月9日東京・EXシアター六本木公演を収録したライブアルバム。[17]

#### サウンドトラック
1. アフリカ動物パズル（1987年6月21日）
大貫がケニア旅行の体験をつづったエッセイ『神さまの目覚し時計』をもとに、羽仁未央が監督した同名の映像作品のサウンドトラック。
2. 東京日和（1997年10月8日）
同名映画のサウンドトラック。
3. 映画『東京オアシス』オリジナル・サウンドトラック（2011年10月12日）
主題歌および劇中音楽を担当。

#### ベスト・アルバム
1. EARLY TIMES 1976-77（1981年12月25日、GWP-1015）
2. CLASSICS（1985年9月5日）
3. The very best of 大貫妙子（1986年12月5日）1991年8月21日再発売
4. 大貫妙子全曲集（1988年11月21日）
5. 大貫妙子ベスト（1989年10月5日）
6. PURE DROPS（1991年6月21日）
7. 時の始まり（1992年2月21日）
8. シングル・コレクション・アルバム 素直な気持（1993年4月14日）
9. NEW BEST（1994年11月23日）
10. History 1978-1984（1999年6月23日）
11. セレクション 〜Panam Years 1976-1977〜（2003年5月21日）
12. Library 〜Anthology 1973-2003〜（2003年10月29日）
13. ゴールデン☆ベスト 大貫妙子 〜RCA Years 1978-1984（2005年4月20日）
14. palette（2009年4月29日）
大貫自身が歌う「懐かしい未来〜longing future〜」を収録
15. GOLDEN☆BEST 大貫妙子 -The BEST 80's Director's Edition-（2011年12月7日）
16. CM & TVテーマ集 TAEKO ONUKI WORKS 1983-2011 CM/TV Music Collection（2011年12月7日）

#### コンピレーション・アルバム
1. 17 SONGS（1988年3月21日）
2. ぼくの地球を守って（1988年8月21日）LP・CD

#### トリビュート・アルバム
1. 音のブーケ 大貫妙子 カヴァー集（2008年3月2日）
2. 大貫妙子トリビュート・アルバム -Tribute to Taeko Onuki-（2013年12月18日）

#### ボックス・セット
1. パラレルワールド（2016年7月6日）
2. Onuki Taeko Symphonic Concert 2020
4年振りに開催されたシンフォニックコンサートを収録[18]

### アルバム未収録曲
- 祈り『We Wish You A Merry Christmas』MHCL-668 1983年（2005年再発）
YMO・ムーンライダーズファミリーによるオムニバス・クリスマスアルバム。
- 遥かなる想い『In The Pocket』中西俊博 FLCW-30091 1990年
- チャールズ一世「オフ・オフ・マザー・グース」TOCT 9286 1996年
- 金色の翼『アリーテ姫 — オリジナル・サウンドトラック』千住明 TOCT-24630 2001年/『Best Wishes』千住明 TOCT-24743 2002年
- 金色の翼 (フィルム・ヴァージョン)『アリーテ姫 — オリジナル・サウンドトラック』千住明 TOCT-24630 2001年
- 私のフランソワーズ『Queen’s Fellows〜yuming 30th anniversary cover album』TOCT-25001 2002年[* 1]
荒井由実『MISSLIM』収録曲のカバー。
- いつまでも『SUNDAY BOX ドラマソング コレクション』TOCT-24908 2002年
- The River Place（川の流れのように）『CMの達人 小林亜星とアストロミュージック 傑作CM音楽集』KICS-1197 2005年
- Voyage (Orchestra ver.)『Best Wishes II〜Next Door』千住明 TOCT-25622 2005年
- 明治チェルシーの歌
オムニバスアルバム『明治チェルシーの歌』収録、TECH-20051 2005年
- 金のまきば『みんなのうた ベストヒット コレクション』TOBF-5372 2005年 (DVD) [* 1]
- We miss you 〜愛のテーマ〜『MOTHER3+』HOBO-4 2006年
- 森へ行こう『劇場版「どうぶつの森」 オリジナル サウンドトラック』VPCG-84854 2006年[* 1]
- やさしさにさようなら『Voice Colors〜あなたといたころ～』VICL-62319 2007年
- 名前のない空を見上げて『Voice Colors〜あなたといたころ～』VICL-62319 2007年[* 1]
- この道『にほんのうた 第一集』RZCM-45660 2007年

1. 1 2 3 4  オフィシャル・セレクション・アルバム『palette』収録曲

### 未発売曲
- 魔法を教えて（作詞：大貫妙子、作曲・編曲：山下達郎）1983年
THE THEME FROM BIG WAVE –ビッグ・ウェイブのテーマ–（作詞：Alan O'Day、作曲・編曲・歌：山下達郎）の原曲。

### 番組・CM使用曲

#### 主題歌・イメージソング
- 裸のキリク（作詞・作曲：大貫妙子、編曲：高野寛・大貫妙子）アニメ映画『キリクと魔女』イメージソング
- The Wind Of My Heart（作詞・作曲：大貫妙子）、NHK総合『地球ファミリー』主題歌
- 金色の翼（作詞：大貫妙子、作曲：千住明、編曲：千住明）アニメ映画『アリーテ姫』主題歌
- 夏に恋する女たち（作詞・作曲：大貫妙子、編曲：坂本龍一）同名TBSテレビドラマ『夏に恋する女たち』主題歌
- 恋人たちの時刻（作詞・作曲：大貫妙子）同名映画の主題歌）
- ピーターラビットとわたし（作詞・作曲：大貫妙子、編曲：坂本龍一）『ピーターラビットとなかまたち』主題歌
- 春の手紙（作詞・作曲：大貫妙子、編曲：小林武史）TBSドラマ『家栽の人』主題歌
- ひまわり（作詞・作曲：大貫妙子、編曲：坂本龍一）竹中直人監督映画『東京日和』主題歌
- Shall we dance？（作詞：OSCAR HAMMERSTEIN II、作曲：RICHARD RODGERS、編曲：周防義和）映画『Shall we ダンス?』主題歌
- 天使のはしご（作詞：大貫妙子、作曲：岩代太郎）NHK総合『不惑のスクラム』主題歌）[19]

※TBS『花王愛の劇場』のオープニングを担当したことがある（1988年1月4日 - 1993年4月2日、楽曲名不明）。
- いつまでも（作詞・作曲：大貫妙子）TBS『東芝日曜劇場』 オープニングテーマ

#### CM・キャンペーンソング
- 黒のクレール（作詞・作曲：大貫妙子、編曲：坂本龍一）日立マクセルCM
- ベジタブル（作詞・作曲：大貫妙子、編曲：坂本龍一）、資生堂キャンペーンソング
- dreamland（作詞・作曲：大貫妙子、編曲：小林武史）全日空「ANA’S EUROPE“飛遊人”」CM
- しあわせのサンドウィッチ（作詞・作曲：大貫妙子、編曲：小林武史）カルピスウォーターCM
- 美しい人よ（作詞：LOPEZ EDUARDD MONTESINOS、日本語詞：大貫妙子、作曲：SENCHEZ JOSE PADILLA、編曲：朝川朋之）JR東日本「その先の日本へ」CM
- はるかなHOME TOWN（作詞・作曲：大貫妙子、編曲：服部隆之）京成スカイライナーCM
- ただ（作詞・作曲：大貫妙子）マックスファクターCM
- いい湯だな（作詞：永六輔、作曲：いずみたく）星野リゾート「界」CM ※カバー。STUTS×大貫妙子名義。大貫は歌唱、編曲はSTUTS

#### NHKみんなのうた
- みずうみ（作詞：山川啓介、作曲：グリーグ、編曲：乾裕樹）
- 金のまきば（作詞・作曲：大貫妙子、編曲：森俊之）
- メトロポリタン美術館（作詞・作曲：大貫妙子、編曲：清水信之）

#### NHKラジオ深夜便
- 愛しきあなたへ（作詞：大貫妙子、作曲：小松亮太・大貫妙子：編曲: 小松亮太）※ 大貫妙子と小松亮太 名義

## 楽曲提供

### 1979年まで
1976年
- 山下達郎
  - ドリーミング・デイ（作詞（作曲・編曲：山下達郎））

1977年
- 伊藤銀次
  - 風になれるなら（作詞（伊藤銀次と連名）・コーラス編曲（作曲・編曲：伊藤銀次、ストリングス編曲：坂本龍一））

1978年
- 竹内まりや
  - ハリウッド・カフェ（作詞（作曲：竹内マリヤ、編曲：岡田徹））[注釈 3]
- RAJIE
  - たびだち（作詞（作曲：高橋ユキヒロ・坂本龍一、編曲：坂本龍一））

1979年
- 竹内まりや
  - ブルー・ホライズン（作詞（作曲・編曲：山下達郎））
  - かえらぬ面影（作詞・作曲（編曲：細井豊 BAND））
- RAJIE
  - 風の道[注釈 4]（作詞・作曲（編曲：坂本龍一））

### 1980年代
1980年
- 秋ひとみ
  - 想い（作曲（作詞：佐藤真由美、編曲：若草恵））
- RAJIE
  - 真昼の舗道（作詞・作曲（編曲：高橋幸宏））
  - アパルトマン（作詞・作曲（編曲：高橋幸宏））
  - 秋の風（作詞（作曲：鈴木慶一、編曲：坂本龍一））
  - 忘却（作詞・作曲（編曲：高橋幸宏））
- YUKI
  - 雨の街（作詞（作曲：竹内まりや、編曲：清水信之））
  - 恋のジャック&クイーン（作詞・作曲（編曲：清水信之））
- 山下達郎
  - 夜のシルエット（仮題）（作詞（作曲・編曲：山下達郎））※未発表[注釈 5]

1981年
- 杏里
  - Am I Afraid?（作詞（作曲・編曲：岡田徹））
  - いつの日かHappy End（作詞（作曲・編曲：岡田徹））
- 石川セリ
  - 星くずの街で抱きしめて（作詞・作曲（編曲：清水信之））
- 金井夕子
  - Wait My Darling（作詞（作曲・編曲：細野晴臣））
  - I'm In Love With You（作詞・作曲（編曲：後藤次利））
- 倉橋ルイ子
  - トワイライト・カフェ（作曲（作詞：竜真知子、編曲：井上鑑））
  - Afternoon（作詞・作曲（編曲：井上鑑））
  - A DAY（作曲（作詞：竜真知子、編曲：清水信之））
  - Heart Break Highway（作曲（作詞：岡田冨美子、編曲：清水信之））
- 竹内まりや
  - ラスト・トレイン（作詞（作曲・編曲：山下達郎））
  - 雨に消えたさようなら（作詞・作曲（編曲：乾裕樹））
- 兵藤まこ
  - テレフォン・コール（作詞・作曲（作詞は竜真知子と連名）（編曲：船山基紀））
- 宮本典子
  - 白い砂の恋人（作詞・作曲（編曲：加藤和彦・清水信之））
- 矢野顕子
  - いらないもん（作曲（作詞：矢野顕子・Peter Barakan、編曲：坂本龍一・矢野顕子））
- RAJIE
  - リラの日曜日（作詞（作曲：高橋幸宏、編曲：井上鑑））

1982年
- 伊藤つかさ
  - さよなら こんにちは（作詞・作曲（編曲：清水信之））
  - 春風にのせて（作詞・作曲（編曲：大村憲司））
  - ボーイ・フレンド（作詞・作曲（編曲：青木望））
- 岩崎良美
  - 雨の停車場（作詞・作曲（編曲：清水信之））
  - 恋・あなただけに（作詞・作曲（編曲：清水信之））
- 大空はるみ
  - WEEKEND（作詞・作曲（編曲：清水信之））
  - ROMANCER（作詞・作曲（編曲：清水信之））
- 桂木文
  - 21番目の悲しみ（作曲（作詞：浅野裕子））
- 熊谷真実
  - 恋人とよばせて（作詞・作曲（編曲：清水信之））
- 倉橋ルイ子
  - さよならの微笑（作詞・作曲（編曲：萩田光雄））
- SAIL AWAY
  - 遠く渚から（作詞（作曲：筒美京平、編曲：萩田光雄））
  - もう一度抱きしめたい（作詞（作曲：筒美京平、編曲：萩田光雄））
  - 離れていても（作詞（作曲：筒美京平、編曲：萩田光雄））
  - This Guy -朝が来る前に-（作詞（作曲：筒美京平、編曲：萩田光雄））
- 竹下景子
  - 愛のレッスン
  - ベッドサイドの子守唄
  - 気まぐれSATURDAY
- 真鍋ちえみ
  - Good・by-Good・by（作詞・作曲（編曲：清水信之））
- 宮崎美子
  - 愛のアンブレラ（作詞・作曲（編曲：大村憲司））
  - はるかなめぐりあい（作詞・作曲（編曲：清水信之））

1983年
- 麻倉未稀
  - SOMEDAY（作曲（作詞：麻倉未稀、編曲：清水信之））
  - LOVE TRIP（作曲（作詞：麻倉未稀、編曲：清水信之））
- 伊藤麻衣子
  - 私は彼のシャボン玉（作曲（作詞：売野雅勇、編曲：川村栄二））
  - 心呼吸（作曲（作詞：売野雅勇、編曲：川村栄二））
  - X'masまでセンチメンタル（作曲（作詞：売野雅勇、編曲：川村栄二））
- 白石まるみ
  - 翼をつけてラブ・ソング（作詞・作曲（編曲：椎名和夫））
- つちやかおり
  - 紅い糸（作詞・作曲（編曲：山田秀俊））
- 堀江美都子
  - 美しい秘密（作詞・作曲（編曲：馬飼野康二））
  - 愛はロンリー・ウィークエンド（日本語詞（作詞・作曲：NICK KARVELAS、編曲：矢野立美））
- 徳丸純子
  - 恋はシーソーゲーム（作詞（作曲・編曲：清水信之））
  - あなたの胸に、もう一度（作詞・作曲（編曲：清水信之））
  - 夢でさよなら（作詞（作曲・編曲：清水信之））
- 原田知世
  - 地下鉄のザジ Zazie dans metro[注釈 6]（作詞・作曲（編曲：清水信之））

1984年
- 安部恭弘
  - 砂色の夜明け（作詞（作曲：安部恭弘、編曲：清水信之））
- 石川セリ
  - コロニー（作詞・作曲（編曲：かしぶち哲郎））
- 石川秀美
  - ロマンチック・ハウス（作曲（作詞：SHOW、編曲：清水信之））
  - スターデイト（作曲（作詞：鈴木博文、編曲：清水信之））
- 倉橋ルイ子
  - 軌跡（作詞・作曲（編曲：船山基紀））
- 香坂みゆき
  - ニュアンスしましょ（作詞（作曲：EPO、編曲：清水信之））
- つちやかおり
  - 春の雨（作詞・作曲（編曲：山田秀俊））
- 原田知世
  - 星空の円型劇場（アンフィシアター）（作詞・作曲（編曲：坂本龍一））
- 薬師丸ひろ子
  - 白い散歩道（作詞・作曲（編曲：清水信之））
  - 月のオペラ（作詞・作曲（編曲：清水信之））

1985年
- 小林麻美
  - ひき潮（作詞・作曲（編曲：井上鑑））

- 中森明菜
  - ENDLESS（作曲（作詞：松本一起、編曲：井上鑑））
  - マグネティック・ラブ（作曲（作詞：EPO、編曲：清水信之））
- 堀ちえみ
  - ノスタルジー今昔（イメージ・オブ・伊勢物語）（作曲（作詞：吉沢久美子、編曲：清水信之））
- 松田聖子
  - ティーン・エイジ（作曲（作詞：吉田美奈子、編曲：大村雅朗））
- 原田知世
  - 紅茶派（作詞・作曲（編曲：萩田光雄））

1986年
- 岡田有希子
  - Spring Accident（作曲（作詞：EPO、編曲：かしぶち哲郎））
  - 秘密のシンフォニー（作曲（作詞：麻生圭子、編曲：かしぶち哲郎））
- 風見律子
  - 時おりヴァイオリンの音が（作曲（作詞: 麻生圭子、編曲: 清水信之））
  - 女友達 -レイラの場合-（作曲（作詞: 湯川れい子、編曲: 清水信之））

1987年
- 鈴木さえ子
  - YOU'RE MY SPECIAL（作詞（作曲・編曲：鈴木さえ子））
- 原田知世
  - 彼と彼女のソネット[注釈 7]（日本語詞（作詞：Regis Wargnier, Cathrine Cohen、作曲：Romano Musumarra、編曲：後藤次利））

1988年
- 安田成美
  - 思い出のロックンロール（日本語詞（作詞・作曲：Serge Gainsbourg、編曲：大村憲司））
  - 浜辺のポートレイト（作詞・作曲（編曲：大村憲司））
  - 夢は夢の中へ（作詞・作曲（編曲：小林武史））
  - MOMO（作曲（作詞：葉山陽子、編曲：大村憲司））
  - 夜のパティオで（作曲（作詞：麻生圭子、編曲：大村憲司））
  - 初めての街（作曲（作詞：麻生圭子、編曲：大村憲司））
  - 星の降る夜（作詞・作曲（編曲：小林武史））

1989年
- 工藤静香
  - 丘の上の小さな太陽（作詞（作曲：後藤次利、編曲：後藤次利・門倉聡・菅原弘明・藤井丈司））
  - カレリア（作詞（作曲：後藤次利、編曲：後藤次利・門倉聡・菅原弘明））
- 野村宏伸
  - 微笑（ほほえみ）（作曲（作詞：川村真澄、編曲：萩田光雄））
  - せつなさ（作曲（作詞：川村真澄、編曲：萩田光雄））

### 1990年代
1990年
- 鈴木祥子
  - 青い空の音符（作詞（作曲：鈴木祥子、編曲：佐橋佳幸））

1991年
- 中山美穂
  - メロディー（作詞・作曲（編曲：林有三・ATOM））
  - Crazy moon（作詞・作曲（編曲：ATOM））
  - ひとりごと（作曲（作詞：中山美穂、編曲：ATOM））
- 牧瀬里穂
  - あいたい気持ち I dream you（作詞・作曲（編曲：中村哲））
- 薬師丸ひろ子
  - DESTINY（作詞（作曲：坂本龍一、編曲：坂本龍一・成田忍））
  - 星の王子さま（作詞（作曲：矢野顕子））

1992年
- 羽田惠理香
  - 夢からさめないで -ツレちゃんのゆううつ-（作詞・作曲（編曲：有賀啓雄））
- 原田知世
  - Walking（作詞（作曲・編曲：中西俊博））

1993年
- 中森明菜
  - Everlasting Love（作詞（作曲・編曲：坂本龍一））

1994年
- 坂本龍一
  - 二人の果て featruing 今井美樹（作詞（作曲・編曲：坂本龍一））
  - 君と僕と彼女のこと（作詞（作曲・編曲：坂本龍一））

1995年
- 安達祐実
  - 風の中のダンス（作詞・作曲（編曲：千住明））
- 坂本龍一
  - 愛してる、愛してない featuring 中谷美紀（作詞（作曲・編曲：坂本龍一））
  - Tango[注釈 8]（作詞（スペイン語詞：Fernando Aponte、作曲・編曲：坂本龍一））

1996年
- 中谷美紀
  - my best of love（作詞・作曲（編曲：坂本龍一））

1997年
- 中谷美紀
  - corpo e alma BODY AND SOUL（作詞（作曲・編曲：坂本龍一））

### 2000年 -
2000年
- 坂本美雨
  - I'll Believe the look in your eyes（作詞（作曲：川村結花、編曲：坂本龍一））

2001年
- 八代亜紀
  - あなたとふたり（作詞（作曲：平沢厚士、編曲：平沢厚士・佐々木康綱））

2003年
- 有里知花
  - あなたに会いに行こう（作詞（作曲：宮沢和史、編曲：高野寛））

2006年
- 尾崎亜美
  - Sweet Breath（作曲（作詞・編曲：尾崎亜美））
- 冨田ラボ
  - しあわせのBlue feat.YOSHIKA（作詞（作曲・編曲：冨田恵一））

2008年
- alan
  - 懐かしい未来〜longing future〜[注釈 9]（作詞（作曲：菊池一仁、編曲：中野雄太））

2009年
- 原田知世
  - 夢のゆりかご（作詞・作曲（編曲：伊藤ゴロー））
- Port of Notes
  - Fly high（作詞（作曲：畠山美由紀、編曲：Jesse Harris））

2013年
- 坂本真綾
  - はじまりの海（作詞・作曲（編曲：森俊之））

2014年
- 手嶌葵
  - ちょっとしたもの（作曲（作詞：手嶌葵、編曲：TATOO））

2017年
- 松たか子
  - 空とぶペンギン（作詞・作曲）

## 参加作品

### コラボレーション
- オフコース『as close as possible』（1987年3月28日 FUN HOUSE LP: 28FB-2081）
  - 「嘘と噂」[注釈 10]– Female Vocal
- 大貫妙子、奥田民生、鈴木慶一、宮沢和史、矢野顕子『LIVE Beautiful Songs』（2000年10月18日、東芝EMI）
- Jazztronik『Grand Blue』（2007年6月27日 PONY CANYON CD+DVD: PCCA-02456【初回限定盤】、CD: PCCA-02457【通常盤】）
  - 「雨音 feat.Taeko Onuki」- Vocal
- トベタ・バジュン『青い蝶』（2008年11月22日 HATS UNLIMITED CD: HUCD-10049）
  - 「静かの海 FEAT.大貫妙子」- Vocal

### テレビドラマ
- 山のトムさん（2015年12月26日、WOWOW）- 音楽担当[20]

## ビデオ・DVD等
- カイエ 〜 大貫妙子（ビデオ - 1984、DVD - 2008年）
- ミルクハウス・ドリーミング〜大貫妙子（ビデオ - 1988年）- 絵：川原由美子
- アフリカ動物パズル〜大貫妙子（ビデオ - 1988年）- 映像：羽仁未央
- Shooting star in the blue sky LIVE〜大貫妙子（ビデオ - 1996年）
- みんなのうた ベストヒット・コレクション ～ オムニバス、大貫妙子、松原典子他 (DVD - 2005年)
- Tomita Lab Concert at SHIBUYA-AX 2006.3.19 〜 冨田ラボ、SOULHEAD、ハナレグミ、大貫妙子 (DVD - 2006年)
- V-music『海中遊泳〜Into The Sea〜』〜10cc、エアプレイ、鈴木重子、S.E.N.S.、大貫妙子 (DVD - 2006年)
- V-music 09『雪〜winter with your favorite music〜』〜クラナド、大貫妙子、ファー・イースト・クラブ・バンド、ピーター・ディッキンソン (DVD - 2006年)
- 音楽のちから 〜吉野金次の復帰を願う緊急コンサート 〜 矢野顕子、細野晴臣、ゆず、佐野元春、友部正人、大貫妙子 (DVD - 2007年)
- TAEKO ONUKI symphonic concert 2016 (DVD - 2016年)

## 出演

### コンサート
- コーラル・プリンセス号船上コンサート（1982年9月6日）[注釈 11]
- Beautiful Songs（2000年、2002年）
- Dream Power ジョン・レノン スーパー・ライヴ2002
- 冨田ラボ CONCERT（2006年3月19日）
- 大貫妙子＆坂本龍一「UTAU」ツアー2010（2010年11, 12月）
- 風をあつめて 槇原敬之 森山良子 大貫妙子 2025 [22]

### テレビ番組
- GROOVE DYNASTY 2000（2001年、WOWOW）
- 大村憲司トリビュートコンサート～よみがえるスーパーセッション（2001年、NHK衛星第2）
- 精進料理大全「永平寺～自然の恵みをいただく心」（2005年、NHK衛星第2）
- BSふれあいホール・出会いのコンサート（2005年、NHK衛星第2）

### ラジオ番組
- 大貫妙子 懐かしい未来（2008年8月22日特別番組。2009年4月から毎月最終火曜日の23時00分 - 24時00分、NHK-FM）[23]
- 大貫妙子のone fine day（2013年10月 -、STVラジオ）[23]
- 仮想熱帯（1990年4月 -、FM東京）[23]
- MBJ SOUND TRIP 空想紀行（1991年4月5日 - 1993年3月26日、TOKYO FM）
- 大貫妙子の風のオルガン（1995年4月7日 - 、TOKYO FM）
- NIGHT STORIES（2005年10月 - 2006年3月、J-WAVE）[23]
- THE UNIVERSE（2006年10月 - 2008年3月、J-WAVE）
- Leo O Honokaa（2009年1月 - 2009年3月、J-WAVE）[23]
- JFNスペシャル2025 山下達郎 50th アニバーサリー SUGAR BABE『SONGS』~50年後の僕たちは~Supported by 楽天カード - ナレーション、喫茶SONGS店主
  - 2025年5月5日 15:00 - 17:00

### CM
- SK&F（スミスクライン&フレンチ）（のちのグラクソ・スミスクライン）･コンタック600（ナレーション）
- エーザイ･ザーネクリーム（ナレーション）
- リクルート・とらばーゆ（ナレーション）
- 日産自動車・スカイライン（9代目R33型）（ナレーション）

### 著作
- 『神さまの目覚まし時計』角川書店、1986年11月
- 『散文散歩』角川書店、1992年4月
- 『ベッドアンドブレックファスト』ロッキング・オン、1999年4月 ISBN 978-4947599650
- 『ライオンは寝ている』新潮社、1996年6月
- 大貫妙子（文）・坂井治（絵）『金のまきば』新風舎、2004年10月
- 『私の暮らしかた』新潮社、2013年10月

### その他
- ジョニ・ミッチェル 紙ジャケット SHM-CD コレクション 発売コメント[24]（2011年4月20日）

## エピソード
- ニューヨークに住んでいた頃、極真空手出身の在ニューヨークの空手家・中村忠が起こした誠道塾の空手道場が気に入って通うようになる。誠道塾は極真空手とはかなり異なり「尊敬」「愛」「従順」を基本理念とした「人間空手」を標榜し、老若男女や障害を問わず生涯を通じて学べる空手を追求していた。帰国すると誠道塾の日本にある支部道場に行ったが、極真空手に近く激しい空手だったため行かなくなったが、その後、中学時代の同級生で養神館合気道出身の三枝誠が起こした東京都青梅市にある御互道の道場が気に入り、しばらく通っていた[25]。